# Sofronievo, Vrața
Sofronievo (în bulgară Софрониево, în trecut Sărbenița) este un sat în comuna Mizia, regiunea Vrața, Bulgaria. 
Satul a fost locuit de români.

## Demografie
Componența etnică a satului Sofronievo
     Bulgari (92,88%)
     Romi (1,79%)
     Nicio identificare (5,06%)
     Altele (0,7%)
La recensământul din 2011, populația satului Sofronievo era de 1.561 locuitori. Din punct de vedere etnic, majoritatea locuitorilor (92,88%) erau bulgari, cu o minoritate de romi (1,79%). Pentru 5,06% din locuitori nu este cunoscută apartenența etnică.